# Mensa Select
Mensa Select è un premio annuale assegnato dalla sezione statunitense del Mensa a partire dal 1990 a cinque giochi da tavolo "originali, stimolanti e ben progettati". I premi vengono assegnati all'annuale concorso Mensa Mind Games.

## Vincitori
| Anno | Sede dell'evento | Vincitori |
| ---- | ---------------- | --- |
| 1990 | New York         | - Abalone - Saltinmente - Taboo - Tribond - Trivial Pursuit: Genus Edition                                                                                              |
| 1991 | New York         | - Clue: The Great Museum Caper - Lapis - Labirinto magico - Pyramis - Set                                                                                               |
| 1992 | New York         | - Kinesis - Q4 - Terrace - Traverse - Why Not? |
| 1993 | New York         | - Farook - Inklings - Overturn - Quadrature - Quarto! |
| 1994 | New York         | - Char - Chung Toi - Down Fall - Magic: l'Adunanza - Pylos |
| 1995 | New York         | - Continuo - Duo - Quixo - The Great Dalmuti - Wordspin Scramble |
| 1996 | Atlanta          | - 6... prendi e perdi! - Pirateer - Quadwrangle - Rat-a-Tat Cat - Touche                                                                                                |
| 1997 | Chicago          | - Hattrick - Quoridor - Rush Hour - Sagarian - Stops |
| 1998 | Phoenix          | - Avalam - Cube Checkers - Kram - Spy Alley - Wadjet |
| 1999 | Seattle          | - Apples to Apples - Bollox (anche noto come Boku) - Doubles Wild - Fluxx - Quiddler                                                                                    |
| 2000 | Atlanta          | - 3 Stones - Finish Lines - Imaginiff... - Time's Up! - ZÈRTZ (nel progetto GIPF )                                                                                      |
| 2001 | Medina           | - Brainstrain - Dao - Metro - Shapes Up! - Thepollgame |
| 2002 | Minneapolis      | - Curses! - DVONN (nel progetto GIPF ) - Muggins - Smart Mouth - The Legend of Landlock                                                                                 |
| 2003 | Houston          | - Blokus - Cityscape - Fire and Ice - Octiles - TransAmerica |
| 2004 | Chicago          | - 10 Days in Africa - Basari - Rumis - The Bridges of Shangri-La - YINSH (nel progetto GIPF)                                                                            |
| 2005 | Tampa            | - Da Vinci's Challenge - Ingenious - Loot - Niagara - Zendo |
| 2006 | Portland         | - Deflexion (successivamente ridenominato Khet) - Hive - Keesdrow - Pentago - Wits and Wagers                                                                           |
| 2007 | Pittsburgh       | - Gemlok - Gheos - Hit or Miss - Qwirkle - Skullduggery |
| 2008 | Phoenix          | - AmuseAmaze - Eye Know - Jumbulaya - Pixel - Tiki Topple |
| 2009 | Cincinnati       | - Cornerstone - Dominion - Marrakech - Stratum - Tic-Tac-Ku |
| 2010 | San Diego        | - Anomia - Dizios - Forbidden Island - Word on the Street - Yikerz! |
| 2011 | Albany           | - InStructures - Pastiche - Pirate versus Pirate - Stomple - Uncle Chestnut's Table Gype (Eternal Revolution)                                                           |
| 2012 | Herndon          | - Coerceo - Iota - Mine Shift - Snake Oil - Tetris Link |
| 2013 | St. Louis        | - Forbidden Desert - Ghooost! - KerFlip! - Kulami - Suburbia |
| 2014 | Austin           | - Euphoria: Build a Better Dystopia - Gravwell: Escape from the 9th Dimension - Pyramix - Qwixx - The Duke                                                              |
| 2015 | San Diego        | - Castles of Mad King Ludwig - Dragonwood - Lanterns: The Harvest Festival - Letter Tycoon - Trekking the National Parks                                                |
| 2016 | Wheeling         | - Circular Reasoning - Favor of the Pharaoh - New York 1901 - The Last Spike - World’s Fair 1893                                                                        |
| 2017 | Herndon          | - Amalgam - Around the World In 80 Days - Clank! - Harry Potter: Hogwarts Battle - Imagine                                                                              |
| 2018 | Denver           | - Azul - Constellations: The Game of Stargazing and the Night Sky - Ex Libris - Photosynthesis - Raiders of the North Sea                                               |
| 2019 | Wadsworth        | - Architects of the West Kingdom - Gizmos - Gunkimono - Planet - Victorian Masterminds                                                                                  |
| 2020 | Irving           | Edizione non tenutasi a causa della pandemia di COVID-19 |
| 2021 | Hurst            | - Bermuda Pirates - ClipCut Parks - Gates of Delirium - Gridopolis - Ishtar: Gardens of Babylon - Kodama 3D - Mental Blocks - Stripes - Village Pillage - WHO KNOWS WHO |